# Holme St Cuthbert
Holme St Cuthbert è un villaggio e parrocchia civile dell'Inghilterra, appartenente alla contea della Cumbria.